# Leila (singolo)
Leila è un singolo discografico del gruppo musicale statunitense ZZ Top, pubblicato nel 1981 ed estratto dall'album El Loco.

## Tracce
- Side A

1. Leila

- Side B

1. Don't Tease Me

## Formazione
- Billy Gibbons - chitarra, steel guitar, voce
- Dusty Hill - basso
- Frank Beard - batteria
- Mark Erlewine - pedal steel

## Classifiche
| Classifica (1981) | Posizione raggiunta |
| ----------------- | ------------------- |
| Stati Uniti       | 77                  |